# Contraband (1940)
Contraband is een Britse avonturenfilm uit 1940 onder regie van Michael Powell. 

## Verhaal
De Deense kapitein Andersen heeft tijdens de oorlog voor zichzelf en voor zijn eerste officier pasjes geregeld, zodat ze aan wal kunnen gaan in Londen. Die documenten worden echter gestolen door twee passagiers. Op die manier raakt hij verstrikt in een spionageaffaire.

## Rolverdeling
| Acteur           | Personage               |
| ---------------- | ----------------------- |
| Conrad Veidt     | Kapitein Andersen       |
| Valerie Hobson   | Mevrouw Sorensen        |
| Hay Petrie       | Axel Skold / Erik Skold |
| Joss Ambler      | Luitenant Ashton        |
| Raymond Lovell   | Van Dyne                |
| Esmond Knight    | Mijnheer Pidgeon        |
| Charles Victor   | Hendrick                |
| Phoebe Kershaw   | Juffrouw Lang           |
| Harold Warrender | Luitenant Ellis         |
| John Longden     | Douaneofficier          |
| Eric Maturin     | Douaneofficier          |
| Paddy Browne     | Zangeres                |
| Henry Wolston    | Deense ober             |
| Julian Vedey     | Deense ober             |
| Sydney Moncton   | Deense ober             |